# Jefferson (Maryland)
Jefferson es un lugar designado por el censo ubicado en el condado de Frederick en el estado estadounidense de Maryland. En el Censo de 2010 tenía una población de 2.111 habitantes y una densidad poblacional de 388,49 personas por km².

## Geografía
Jefferson se encuentra ubicado en las coordenadas 39°22′3″N 77°32′33″O / 39.36750, -77.54250. Según la Oficina del Censo de los Estados Unidos, Jefferson tiene una superficie total de 5.43 km², de la cual 5.43 km² corresponden a tierra firme y (0%) 0 km² es agua.

## Demografía
Según el censo de 2010, había 2.111 personas residiendo en Jefferson. La densidad de población era de 388,49 hab./km². De los 2.111 habitantes, Jefferson estaba compuesto por el 93.7% blancos, el 2.18% eran afroamericanos, el 0.19% eran amerindios, el 2.04% eran asiáticos, el 0% eran isleños del Pacífico, el 0.71% eran de otras razas y el 1.18% pertenecían a dos o más razas. Del total de la población el 2.18% eran hispanos o latinos de cualquier raza.